# Oberer Bach vom Schloßberg
Der obere Bach vom Schloßberg ist ein 0,6 km  langer, linker Zufluss des Beerbachs, der im hessischen Landkreis Darmstadt-Dieburg fließt.

## Geographie

### Verlauf
Der obere Bach vom Schloßberg verläuft überwiegend ostwärts im Vorderen Odenwald und im Naturpark Bergstraße-Odenwald.
Seine Quelle liegt am Osthang des „Schloßberges“. 
Zwischen der „Krämersmühle“ und der „Waldmühle“ mündet der Bach von links und Westen in den Beerbach.

## Etymologie
Seinen Namen erhielt der Bach nach dem „Schloßberg“.